# 아부다드 (방송인)
아부다드(AbuDad, 본명은 아부 본스라 크와쿠 다드(Abu-Bonsrah Kwaku Dad), 1986년 2월 12일 ~ )는 대한민국에서 활동하는 가나 시민권자 신분의 방송인이다.

## 이력
그는 대한민국에 유학 중이던 2008년 12월, 대한민국 MBC TV 프로그램 《신비한 TV 서프라이즈》에 단역 출연하였고 2년 후 2010년 대한민국에서 영화 《초능력자》의 단역 출연을 통하여 영화배우 데뷔하였다.
그렇지만 이후 TV 예능 프로그램에서 게스트 활약하며 걸쭉한 입담을 발휘하였다.

## 출연작

### 영화
- 2010년 《초능력자》
- 2012년 《페이스 메이커》

### TV 프로그램
- 2008년 MBC 《신비한 TV 서프라이즈》
- 2009년 KBS 《출발 드림팀 시즌 2》
- 2013년 JTBC 《적과의 동침》
- 2014년 MBC 《세바퀴》

### 라디오 프로그램
- 2013년 EBS 《FM 스토리 스페셜》